# سيباستيان أرسيلوس
سيباستيان كارلوس أرسيلوس (بالإنجليزية: Sebastian Arcelus) (ولد في 5 نوفمبر 1976) ممثل ومنتج أمريكي. اشتهر بمشاركته في فيلم انقسام (2016).
وفيلم تيد 2 (2015)، سيدة الوزيرة (2014)، بيت من ورق(2013)، شخص مثير للاهتمام (2011).

## نشأته
وُلد أرسيلوس في مدينة نيويورك ونشأ في بورت واشنطن، نيويورك. وهو أمريكي من الجيل الثاني من أصول أوروغوايانية وإيطالية وروسية، ويتحدث الإسبانية بطلاقة. تخرج من كلية ويليامز.

## روابط خارجية
- سيباستيان أرسيلوس على موقع IMDb (الإنجليزية)
- سيباستيان أرسيلوس على موقع قاعدة بيانات برودواي على الإنترنت (الإنجليزية)
- سيباستيان أرسيلوس على موقع قاعدة بيانات الفيلم (الإنجليزية)
- Sebastian Arcelus at Playbill Vault
- http://www.sebastianarcelus.com نسخة محفوظة 8 ديسمبر 2018 على موقع واي باك مشين.